# Hans Pfülf
Hans Pfülf (* 31. Dezember 1892 in München; † 7. Dezember 1969 ebenda) war ein deutscher Unternehmer und Wirtschaftsvertreter. Er war unter anderem Mitglied des Bayerischen Senats, Präsident des Bayerischen Brauerbunds und Präsident der Industrie- und Handelskammer für München und Oberbayern.

## Leben
Hans Pfülf war Sohn des hochrangigen bayerischen Verwaltungsbeamten Theodor Pfülf. Er besuchte ab 1902 das humanistische Gymnasium St. Stephan in Augsburg und ab 1910 das Gymnasium in Bayreuth, wo er 1911 das Abitur ablegte. Er trat danach als Seekadett in die Kaiserliche Marine ein und war ab 1913 auf dem Großen Kreuzer Gneisenau stationiert. Beim Untergang der Gneisenau im Dezember 1914 vor den Falklandinseln gehörte er zu den wenigen Überlebenden. Er kam in britische Gefangenschaft und wurde im Mai 1918 nach einem Gefangenenaustausch zum Admiralsstab nach Berlin versetzt. Nach seiner Demobilisierung zum 24. November 1919 machte er eine Banklehre bei der Bayerischen Vereinsbank und heiratete 1920 die Brauertochter Gertraut Pschorr.
Nach drei Jahren bei der Deutschen Bank wurde er 1923 Vorstandsmitglied der Pschorrbräu AG. Ab 1926 nahm er zudem Vorstandsfunktion beim Deutschen Brauerbund und beim Bayerischen Brauerbund wahr, bis er 1933 aus beiden Ehrenämtern entlassen wurde. Von 1939 bis 1945 nahm er am Zweiten Weltkrieg teil, zuletzt als Fregattenkapitän, Kommandeur der II. Marineflakbrigade, Kommandant im Abschnitt Cuxhaven und Kommandant im Abschnitt Wilhelmshaven.
Nach der Rückkehr zur Pschorrbräu AG und deren Wiederaufbau war er bis 1965 dort Vorstandsmitglied und dann Vorsitzender des Aufsichtsrats. Außerdem engagierte er sich erneut in den Branchenverbänden und war Präsident des Bayerischen Brauerbunds und des Deutschen Brauerbunds, von 1952 bis 1961 außerdem Präsident der IHK München und Oberbayern und von 1962 bis 1967 Mitglied des Bayerischen Senats.

## Ehrungen
- Großes Bundesverdienstkreuz (1956)
- Ehrenpräsident der IHK für München und Oberbayern (1961)
- Ehrenpräsident des Bayerischen Brauerbunds (1965)
- Senator E. h. der Technischen Hochschule München
- Namensgeber des Hans-Pfülf-Instituts für Hopfenforschung in Wolnzach
- Bayerischer Verdienstorden